# Лукцей Альбин
Лукцей Альбин — государственный деятель времен ранней Римской империи, римский прокуратор Иудеи в 62—64 годах.

## Жизнеописание
Происходил из сословия всадников Лукцеев. О его семье сведения отсутствуют.
В 62 году был назначен прокуратором Иудеи вместо Порция Феста. В это время первосвященник Анан бен-Анан, воспользовавшись смертью предыдущего прокуратора, созвал синедрион и приговорил к смертной казни некоторых неприятных ему лиц как нарушителей закона (сказание, будто среди этих жертв был Иаков, брат Иисуса Христа, является христианской интерполяцией к труду Иосифа Флавия; ср. Schürer, Gesch., т. I, с.581). Делегация, которую отправили недовольные этим иудеи, встретила Альбина прежде, чем он достиг Иудеи. Альбин ответил письмом к Анану, в котором говорил о незаконности действий последнего. Воспользовавшись этим, царь Агриппа II лишил Ана бен-Анана должности, поставив вместо него Иисуса бен Дамнея.
По прибытии в Иерусалим Альбин, стремясь обеспечить спокойствие в стране, начал борьбу с радикальной сектой сикариев. Благодаря ценному подарку, обеспечил себе дружбу первосвященника Анна. Сикарии, в ответ на действия Альбина, захватили помощника священника Элизара бен Анана и потребовали в обмен на его освобождение выпустить из тюрьмы 10 своих сторонников. Альбин пошёл на это, уступив просьбе Анна.
Когда Альбин узнал, что на его место едет новый прокуратор Гессий Флор, он велел подвергнуть смертной казни всех арестантов, которые заслужили смерть, тех же, кто сидели в тюрьме по каким-либо незначительным и маловажным причинам, освободил за известную сумму денег. Таким образом тюрьма опустела, но страна наполнилась ворами.
В 64 году был назначен римским легатом-пропретором провинции Мавретания Цезарейская. В 66 году становится наместником также провинции Мавретания Тингитанская.
В 68 году поддержал Гальбу в борьбе за императорскую власть, а в 69 году — Марка Са́львия Отона. После смерти последнего объявил себя царём Мавретании под именем Юба, но вскоре погиб в битве с Марком Клувием Руфом.